# NK Sokol Rakitovica
NK Sokol je nogometni klub iz Rakitovice, naselja u sastavu grada Donjeg Miholjca u Osječko-baranjskoj županiji.
NK Sokol je član Nogometnog središta Donji Miholjac, te Županijskog nogometnog saveza Osječko-baranjske županije.
U klubu treniraju pioniri i seniori.
Seniori se natječu u sklopu u 2. ŽNL NS D. Miholjac, a pioniri u Ligi mladeži – pioniri NS D. Miholjac. Klub je osnovan 1953.
U ljeto 2020. klub sudjeluje u kvalifikacijama kao drugoplasirana ekipa svoje lige za popunu 1. ŽNL. U prvoj utakmici bivaju bolji od NK Polet Semeljci (3:3, 2:0) a u finalu bolja je bila ekipa NK Croatia Velimirovac (2:1, 0:3) koja se plasirala u višu ligu. 

## Uspjesi kluba
- 2013./14. – prvaci 3. ŽNL Liga NS D. Miholjac
- 2018./19. – pobjednik Kup-a NS D. Miholjac

## Vanjske poveznice
- http://www.donjimiholjac.hr/sportske-udruge